# Jean-Pierre Drivet
Jean-Pierre Drivet, né le 2 avril 1942 à Chambéry et mort le 21 septembre 2004 à Annecy, est un rameur d'aviron français.

## Palmarès

### Championnats du monde
- 1962 à Lucerne
  -  Médaille d'argent en quatre sans barreur[2]

### Championnats d'Europe
- 1963 à Copenhague
  -  Médaille de bronze en quatre sans barreur